# Tammin Sursok
Tammin Pamela Sursok (Joanesburgo, 19 de agosto de 1983) é uma atriz e cantora sul-africana, criada na Austrália. É mais conhecida como a Vilã Jenna Marshall, em Pretty Little Liars, e Siena, em Hannah Montana Forever. Em 14 de novembro de 2004 lançou o seu primeiro single "Pointless Relationship". Fez o seu primeiro filme, Spectacular!, que estreou no dia 16 de fevereiro de 2009.

## Biografia
Tammin Pamela Sursok nasceu em Joanesburgo, na África do Sul. Aos 4 anos de idade, se mudou para Sydney, na Austrália com sua família. Sua mãe Jullie é uma pianista clássica e como resultado, Sursok foi criada cercada de música. Quando era jovem, Sursok estava envolvida com a Juventude Musical Theatre de Sydney, onde seus interesses eram música e dança. Ela ganhou sua parte na corrida australiana série dramática de longa duração, Home and Away , no final de 1999, após a conclusão do 10 º ano. Ela tem uma irmã, Michelle, e um irmão mais velho, Shaun. Sursok é casada com o diretor Sean McEwan e tem dois filhos.

## Vida Pessoal
Sursok é assinada com a Agência Gersh em Los Angeles desde sua mudança para Los Angeles em 2006 para prosseguir uma carreira de atriz.
Ela namorou a estrela Danny Rico, também da novela Home and Away. A sua melhor amiga é Bec Hewitt, também da novela australiana Home and Away.

## Discografia
- 2005: Whatever Will Be - Lançado no dia 22 de maio (apenas na Austrália)
- 2010: Love Starstruck (Em processo)

## Trilhas Sonoras
- 2009: Spectacular! - Lançado em 3 de fevereiro

## Filmografia
- 2000 - Home and Away: Dani Sutherland
- 2006 - Aquamarine: Marjorie
- 2007 - Marie Sunshine: Nicole (aparição em um episódio)
- 2007 - The Young and the Restless: Colleen Carlton
- 2009 - Crossing Over: Rosalyn
- 2009 - Spectacular!: Courtney Lane
- 2009 - Os Vizinhos são amigos: Madeline James
- 2009 - Albino Farm: Gwen
- 2010 - Flicka 2: Carrie McLaughlin
- 2010 - Hannah Montana Forever: Siena
- 2010-17 - Pretty Little Liars: Jenna Marshall
- 2011 -  O Espantalho: Natalie
- 2013 - Driving by Braille: Sarah Corso
- 2013 - 10 Rules for Sleeping Around: Kate Oliver
- 2014 - Cam2Cam: Allie Westbrook